# Морган, Линдси
Линдси Морган (англ. Lindsey Morgan; род. 27 февраля 1990, Хьюстон, Техас) — американская телевизионная актриса. Морган известна благодаря роли Кристины Дэвис в дневной мыльной опере ABC «Главный госпиталь», где она снималась в 2012—2013 годах. В 2013 году, за роль злобной Кристины, Морган номинировалась на дневную премию «Эмми».
Морган родилась в Хьюстоне, штат Техас и затем переехала в Лос-Анджелес, чтобы начать свою телевизионную карьеру. Она появилась в ситкомах «Как я встретил вашу маму» и «Счастливый конец» до роли в мыльной опере. В 2013 году, после ухода из шоу, Морган получила второстепенную роль в первом сезоне прайм-тайм сериала The CW «100», а со второго сезона была повышена до регулярного состава.

## Фильмография

### Кино
| Год  | Название на русском              | Название на английском | Роль            | Примечания             |
| ---- | -------------------------------- | ---------------------- | --------------- | ---------------------- |
| 2011 | Наказание                        | Detention              | Алексис Спенсер |                        |
| 2011 | Отключившийся                    | DisCONNECTED           | Мария           |                        |
| 2013 | Укусы целомудрия                 | Chastity Bites         | Ноэми           |                        |
| 2013 | Преследование с помощью Facebook | Facebook Stalking      | Линдси          | короткометражный фильм |
| 2014 | Внеземной                        | ETXR                   | Флоренс         |                        |
| 2014 | 5 этапов                         | 5 Stages               | Обри            | короткометражный фильм |
| 2017 | Скайлайн 2                       | Skyline 2              | капитан Роуз    |                        |
| 2017 | Лассо                            | Lasso                  | Кит             |                        |
| 2018 | —                                | Summertime             | Дебби Эспиноза  |                        |
| 2020 | Скайлайн 3                       | Skylin3s               | капитан Роуз    |                        |

### Телевидение
| Год       | Название на русском      | Название на английском   | Роль              | Примечания                          |
| --------- | ------------------------ | ------------------------ | ----------------- | ----------------------------------- |
| 2011      | —                        | B-Sides                  | н/д               | эпизод: She’s Too Good for Everyone |
| 2011      | Тонкая грань             | A Thin Line              | Мария             | телефильм                           |
| 2011      | Сверхвоины               | Supah Ninjas             | Шантель           | эпизод: The Magnificent             |
| 2012      | Как я встретил вашу маму | How I Met Your Mother    | Лорен             | эпизод: The Drunk Train             |
| 2012      | Счастливый конец         | Happy Endings            | Трейси            | эпизод: Big White Lies              |
| 2012—2013 | Главный госпиталь        | General Hospital         | Кристина Дэвис    | телесериал; 66 эпизодов             |
| 2013      | Компаньоны               | Franklin & Bash          | Дженнифер         | эпизод: Shoot to Thrill             |
| 2013      | —                        | Destroy the Alpha Gammas | Лорен             | телесериал; основная роль           |
| 2013      | —                        | The Flip Side            | н/д               | 2 эпизода                           |
| 2013      | —                        | Shark Bites              | третья активистка | эпизод: Episode #1.0                |
| 2014—2020 | 100                      | The 100                  | Рэйвен Рэйес      | телесериал; основная роль           |
| 2016      | —                        | Casa Vita                | Ариана            | телефильм                           |
| 2016      | Ночная смена             | The Night Shift          | Кристал           | эпизод: The Way Back                |
| 2019      | —                        | Defining Moments         | гость             | телесериал                          |
| 2021      | Уокер                    | Walker                   | Мики Рамирез      | телесериал; главная роль            |